# Individuell dressyr i ridsport vid olympiska sommarspelen 1980
Individuell dressyr i ridsport vid olympiska sommarspelen 1980 var en av sex ridsportgrenar som avgjordes under de olympiska sommarspelen 1980. 

## Medaljörer
| Event        | Guld                        | Silver                     | Brons                         |
| Individuellt | Elisabeth Theurer Österrike | Juri Kovsjov Sovjetunionen | Viktor Ugriumov Sovjetunionen |

## Resultat
| Placering | Ryttare            | Nation        | Poäng |
| 1         | Elisabeth Theurer  | Österrike     | 1,370 |
| 2         | Juri Kovsjov       | Sovjetunionen | 1,300 |
| 3         | Viktor Ugriumov    | Sovjetunionen | 1,234 |
| 4         | Vira Misevjtj      | Sovjetunionen | 1,231 |
| 5         | Kyra Kyrklund      | Finland       | 1,121 |
| 6         | Anghel Donescu     | Rumänien      | 960   |
| 7         | Georgi Gadzjev     | Bulgarien     | 881   |
| 8         | Svetoslav Ivanov   | Bulgarien     | 850   |
| 9         | Petar Mandadzjiev  | Bulgarien     | 846   |
| 10        | Józef Zagor        | Polen         | 804   |
| 11        | Petre Roşca        | Rumänien      | 741   |
| 12        | Dumitru Velicu     | Rumänien      | 720   |
| 13        | Elżbieta Morciniec | Polen         |       |
| 14        | Wanda Wąsowska     | Polen         |       |